# Vår Frälsare kom för att lösa var själ
Vår Frälsare kom för att lösa var själ är en sång med text från 1925 av Albert Orsborn och musik av J P Skelly. Sången översattes till svenska 1951 av Bertil Thyrén.

## Publicerad i
- Frälsningsarméns sångbok 1968 som nr 514 under rubriken "Strid Och Verksamhet - Kamp och seger".
- Frälsningsarméns sångbok 1990 som nr 452 under rubriken "Helgelse".
- Sångboken 1998 som nr 146.